# Catherine de Russie (film, 1963)
Pour les articles homonymes, voir Catherine de Russie.
Pour plus de détails, voir Fiche technique et Distribution.
Catherine de Russie (Caterina di Russia) est un film biographique franco-italien réalisé par Umberto Lenzi en 1963.

## Synopsis
Comment Catherine de Russie réussit à prendre le pouvoir en déposant son mari, le tsar Pierre III grâce à l'appui d'un général.

## Fiche technique
Sauf indication contraire, les informations mentionnées dans cette section peuvent être confirmées par la base de données cinématographiques IMDb,  présente dans la section « Liens externes ».
- Titre original : Caterina di Russia[2]
- Titre français : Catherine de Russie[3]
- Réalisation : Umberto Lenzi
- Scénario : Umberto Lenzi, Guido Malatesta
- Musique : Angelo Francesco Lavagnino
- Photographie : Augusto Tiezzi
- Montage : Jolanda Benvenuti
- Production : Fortunato Misiano
- Société de production : Romana Film
- Pays de production :  Italie
- Langue de tournage : italien
- Format : Couleur (Eastmancolor) - 2,35:1 - Son mono - 35 mm
- Durée : 100 min
- Genre : historique
- Dates de sortie :
  - Italie : 12 janvier 1963
  - France : 30 août 1963[3]

## Distribution
- Hildegard Knef :  Catherine la Grande
- Sergio Fantoni :   Orlov
- Giacomo Rossi Stuart : le comte Poniatowski
- Raoul Grassilli :   le tsar Pierre III
- Angela Cavo : Anna
- Ennio Balbo : le comte Panine
- Enzo Fiermonte : général Munic
- Tina Lattanzi : tsarine Élisabeth
- Tullio Altamura (en) : Latouche

## Source de la traduction
- (en) Cet article est partiellement ou en totalité issu de l’article de Wikipédia en anglais intitulé « Catherine of Russia (film) » (voir la liste des auteurs).